# Julia-Menge

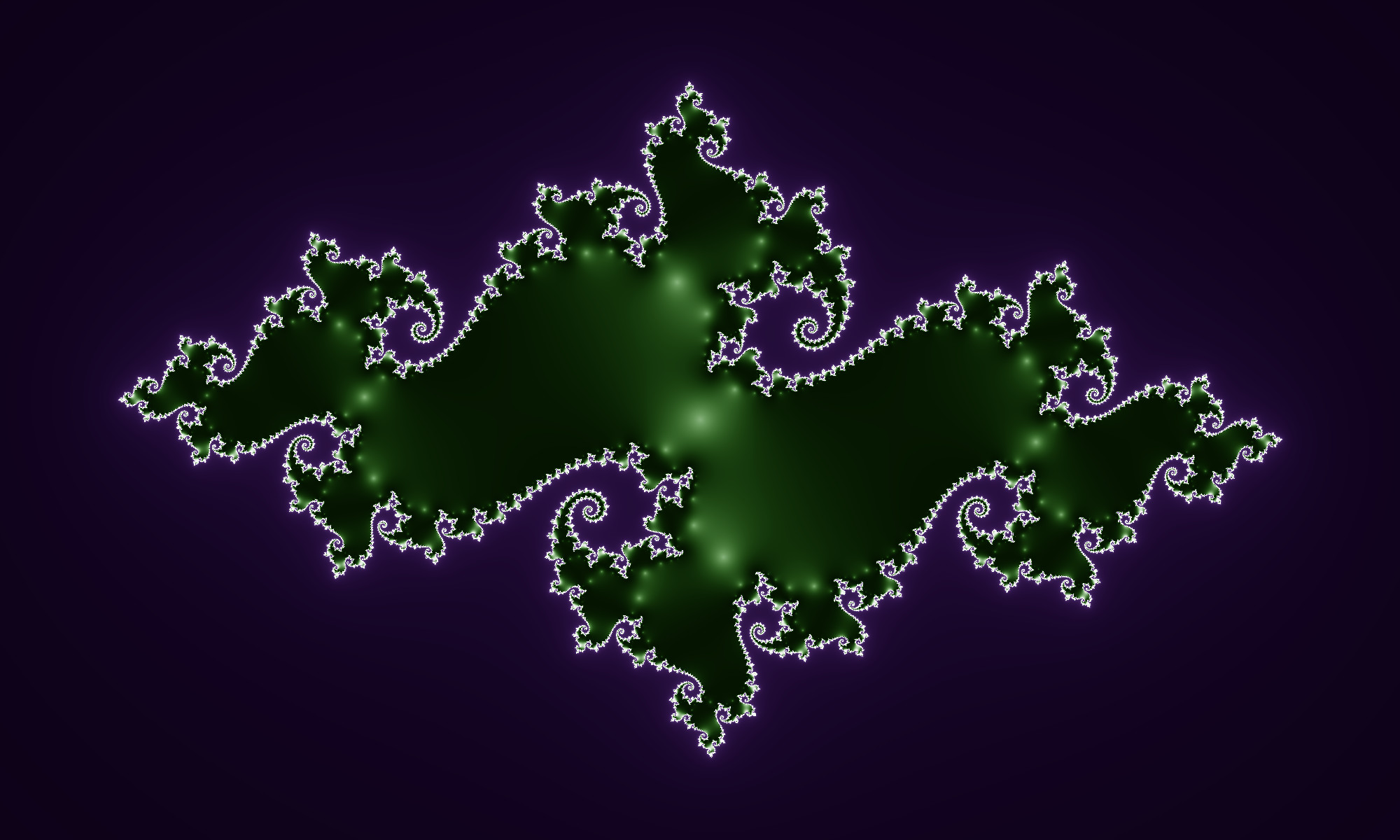
Julia-Menge (weiße Linie) eines quadratischen Polynoms. Die dunkle Fatou-Menge ist grün bzw. violett schattiert.

Die Julia-Mengen, erstmals von Gaston Maurice Julia und Pierre Fatou beschrieben, sind Teilmengen der komplexen Zahlenebene, wobei zu jeder holomorphen oder meromorphen Funktion eine Julia-Menge gehört. Oft sind die Julia-Mengen fraktale Mengen. Das Komplement der Julia-Menge heißt Fatou-Menge.
Wendet man eine auf ganz {\displaystyle \mathbb {C} } definierte Funktion {\displaystyle f} immer wieder auf ihre Funktionswerte an, dann ergibt sich für jedes {\displaystyle z} eine Folge komplexer Zahlen:
{\displaystyle z\mapsto f(z)\mapsto f(f(z))\mapsto \cdots }
Abhängig vom Startwert {\displaystyle z} kann diese Folge zwei grundlegend verschiedene Verhalten zeigen:
- Eine kleine Änderung des Startwertes führt zu praktisch der gleichen Folge, die Dynamik ist in gewissem Sinne stabil: Der Startwert wird der Fatou-Menge zugeordnet.
- Eine noch so kleine Änderung des Startwertes führt zu einem komplett anderen Verhalten der Folge, die Dynamik hängt „chaotisch“ vom Startwert ab: Der Startwert gehört zur Julia-Menge.

## Hintergrund
Das Newton-Verfahren ist eines der bekanntesten und am weitesten verbreiteten Verfahren zur Lösung nichtlinearer Gleichungen. Hat man die zu lösende Gleichung in der Form
{\displaystyle p(z)\;{\stackrel {.}{=}}\;0}
geschrieben, dann sind Nullstellen {\displaystyle z} einer Funktion {\displaystyle p} zu finden. Ist die Funktion {\displaystyle p} differenzierbar, dann transformiert das Newton-Verfahren das statische Problem {\displaystyle p(z)=0} in einen dynamischen Prozess: Es liefert eine Iterationsvorschrift der Gestalt
{\displaystyle z_{n+1}=f(z_{n})\quad {\text{ mit }}\quad f(z)=z-{\frac {p(z)}{p'(z)}}}
mit folgenden Eigenschaften:
- Die Nullstellen von {\displaystyle p} werden zu anziehenden Fixpunkten von {\displaystyle f.}
- Liegt der Startwert {\displaystyle z_{0}} der Iteration nahe an einer Nullstelle von {\displaystyle p,} dann konvergiert die Newton-Iteration gegen den zugehörenden Fixpunkt von {\displaystyle f} und damit gegen diese Nullstelle.

Man muss also nur eine ungefähre Lösung des Problems haben. Die Fixpunkte agieren dabei ähnlich wie die Zentren von Kraftfeldern, die Teilchen in ihrer Nähe anziehen. Mit jedem Iterationsschritt wandern die Teilchen näher zur Kraftquelle.
Von seiner Konzeption her ist das Newton-Verfahren also – wie andere Fixpunktiterationen auch – ein lokales Verfahren, dessen Verhalten bekannt ist, wenn man sich nahe an einer Nullstelle befindet. Was geschieht jedoch, wenn wir uns weiter von den Anziehungspunkten entfernen, und wie sehen die Grenzen zwischen den Einzugsbereichen der einzelnen Kraftquellen aus?

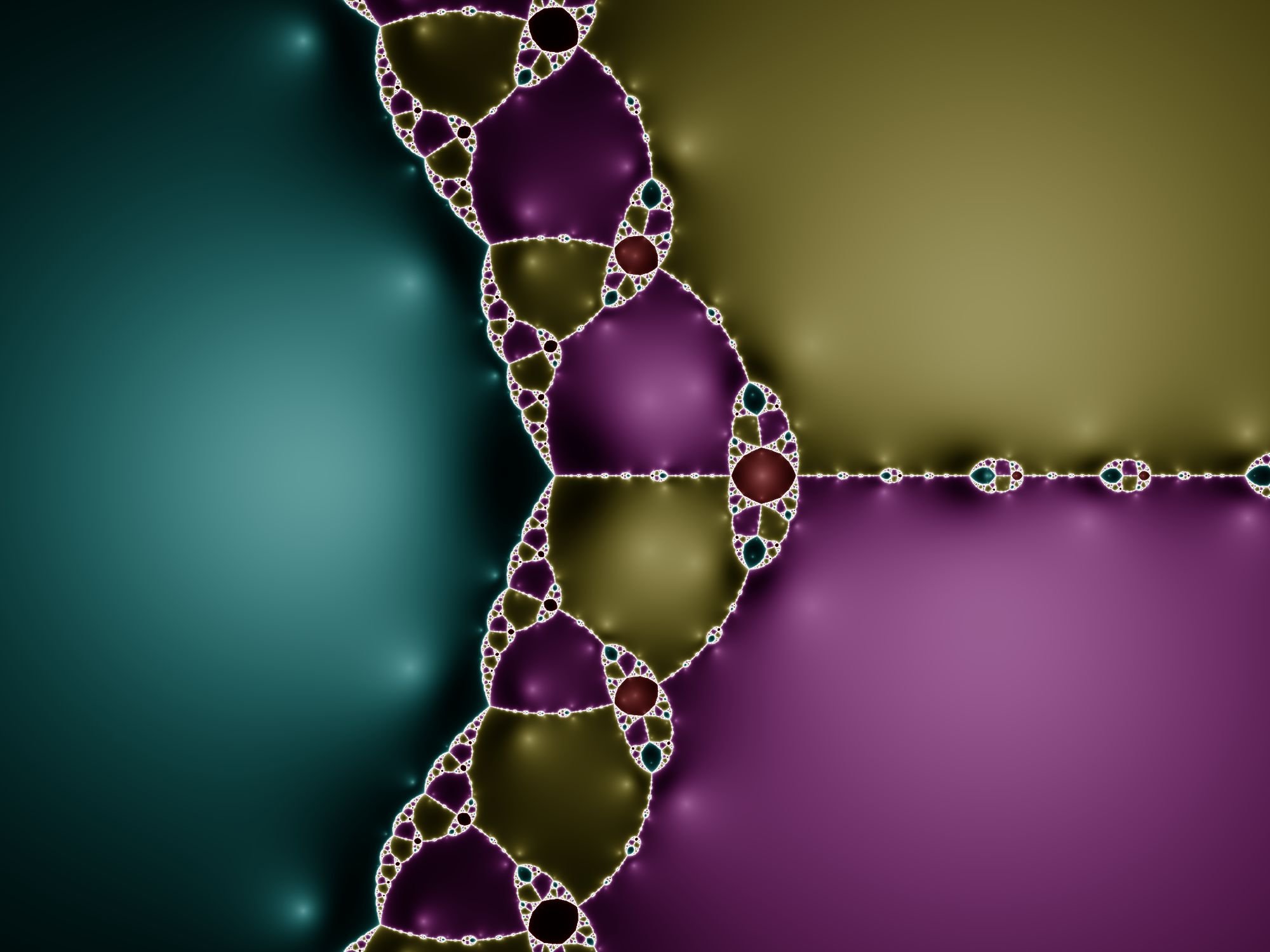
Julia-Menge der Newton-Iteration (das Newton-Fraktal) des Polynoms :
Die türkis-, beige- und pinkfarbene Areale sind die Einzugsgebiete der drei Nullstellen des Polynoms.
Startwerte aus den roten Arealen werden von einem Zyklus der Länge 2 angezogen, konvergieren damit nicht gegen eine der Nullstellen. Startwerte aus der weißen Arealen, welche die Grenze zwischen den einzelnen Einzugsgebieten bildet, hüpfen wild umher und konvergieren ebenfalls nicht gegen eine der Nullstellen.

Ernsthafte Untersuchungen über die globale Dynamik des Verfahrens reichen zurück bis ins Jahre 1879, als Lord Arthur Cayley das Problem von den reellen Zahlen auf die komplexen Zahlen ausdehnte und globale Untersuchungen vorschlug:

“In connexion herewith, throwing aside the restrictions as to reality, we have what I call the Newton-Fourier Imaginary Problem. […] The problem is to determine the regions of the plane, such that P being taken at pleasure anywhere within one region we arrive ultimately at the point A; anywhere within another region at the point B; and so for the several points representing the roots of the equation.”

Dabei stieß er jedoch schon für den Fall, dass {\displaystyle p} ein Polynom dritten Grades ist, auf unüberwindliche Probleme, sodass er seine Untersuchungen schließlich einstellte:

“The solution is easy and elegant in the case of a quadratic equation, but the next succeeding case of the cubic equation appears to present considerable difficulty.”

Vor diesem Hintergrund entwickelten die Franzosen Pierre Fatou und Gaston Julia zu Beginn des 20. Jahrhunderts ihre Theorie der Iterationen rationaler Funktionen in der komplexen Ebene, das heißt die Theorie diskreter dynamischer Systeme der Form
{\displaystyle z\mapsto f(z)}
mit einer meromorphen Funktion {\displaystyle f.}

## Eigenschaften
Sei {\displaystyle f} also eine meromorphe Funktion auf dem Abschluss der komplexen Zahlen, also der Quotient einer holomorphen Funktion und eines Polynoms (deren gemeinsame Nullstellen bereits gekürzt seien, z. B. der Quotient zweier teilerfremder Polynome, oder einer Sinus-Funktion durch ein Polynom, wobei Nullstellen an ganzzahligen {\displaystyle \pi } Vielfachen gekürzt seien). Zudem sei der Grad von {\displaystyle f} größer als {\displaystyle 1.} Der Grad einer meromorphen Funktion ist das Maximum der Grade der teilerfremden Polynome in Zähler und Nenner. Der Grad gibt im Allgemeinen an, wie viele Urbilder ein Punkt besitzt. Je nachdem, welche Dynamik der Prozess {\displaystyle z\mapsto f(z)} für einen bestimmten Startwert zeigt, wird dieser Wert einer von zwei Mengen zugeordnet:
Fatou-MengeDie Startwerte aus dieser Menge führen unter Iteration zu einer stetigen Dynamik, das heißt: Wenn sich der Startwert nur ein klein wenig ändert, dann zeigt auch die Dynamik ein ähnliches Verhalten.
Julia-MengeDie Punkte in dieser Menge führen zu instabilen Prozessen: Jede noch so kleine Änderung des Startwertes führt zu einer komplett anderen Dynamik.
Die Zahlenkugel ist die disjunkte Vereinigung dieser beiden Mengen. Jeder Punkt gehört also entweder zur Fatou-Menge oder zur Julia-Menge. Die Julia-Menge einer Funktion wird als {\displaystyle J_{f}} bezeichnet und die Fatou-Menge als {\displaystyle F_{f}.}
Die historische Definition der Julia-Menge, wie sie von Fatou und Julia stammt und unten nachzulesen ist, ist weder sonderlich intuitiv noch anschaulich. Daher werden hier einige Eigenschaften dieser Mengen zusammengestellt, wozu zunächst ein paar grundlegende Begriffe benötigt werden.

### Begriffe
Für jeden Wert {\displaystyle z_{0}\in {\overline {\mathbb {C} }}=\mathbb {C} \cup \{\infty \}} definiert die Rekursion
{\displaystyle z_{n+1}=f(z_{n}){\text{ mit }}n\in \mathbb {N} _{0}{\text{ und einem Startwert }}z_{0}}
eine Folge von Punkten auf der Riemannschen Zahlenkugel. Diese Folge wird auch als Orbit von {\displaystyle z_{0}} bezeichnet:
{\displaystyle \operatorname {Or} ^{+}(z_{0})=\{f^{n}(z_{0})\}_{n\in \mathbb {N} _{0}}}
{\displaystyle f^{n}} bedeutet dabei immer {\displaystyle n}-malige Hintereinanderausführung von {\displaystyle f} und ist nicht mit der {\displaystyle n}-ten Potenz zu verwechseln. Die Definition des inversen Orbits erfolgt etwas anders, weil {\displaystyle f} im Allgemeinen nicht eindeutig umkehrbar ist. Der inverse Orbit eines Punktes {\displaystyle z_{0}} besteht aus allen Punkten, die irgendwann auf diesen abgebildet werden:
{\displaystyle \operatorname {Or} ^{-}(z_{0})=\{z\in {\overline {\mathbb {C} }}:f^{k}(z)=z_{0}{\text{ für ein }}k\in \mathbb {N} _{0}\}}
Falls {\displaystyle z_{n}=z_{0}} für ein {\displaystyle n} gilt, dann heißt {\displaystyle z_{0}} ein periodischer Punkt und der Orbit
{\displaystyle \gamma =\{z_{0},f(z_{0}),f^{2}(z_{0}),\ldots ,f^{n-1}(z_{0})\}}
heißt periodischer Orbit oder Zyklus.
Ist {\displaystyle n} die kleinste natürliche Zahl mit dieser Eigenschaft, dann heißt {\displaystyle n} die Periode des Zyklus. Falls dies für {\displaystyle n=1} zutrifft, wenn also {\displaystyle f(z_{0})=z_{0}} gilt, dann ist {\displaystyle z_{0}} ein Fixpunkt von {\displaystyle f.} Offenbar ist ein periodischer Punkt von {\displaystyle f,} dessen Periode gleich {\displaystyle n} ist, ein Fixpunkt von {\displaystyle f^{n}.} Anhand der Ableitung kann man die Stabilität eines periodischen Punktes charakterisieren. Sei dazu
{\displaystyle \lambda =\left(f^{n}\right)'(z_{0}).}
Dann heißt der periodische Punkt
- stark anziehend, wenn {\displaystyle \lambda =0,}
- anziehend, wenn {\displaystyle 0<|\lambda |<1,}
- indifferent, wenn {\displaystyle |\lambda |=1,}
- abstoßend, wenn {\displaystyle |\lambda |>1.}

Durch Anwendung der Kettenregel sieht man, dass {\displaystyle (f^{n})'} für alle Punkte des Zyklus den gleichen Wert hat, und analog heißt dieser Zyklus dann (stark) anziehend, indifferent oder abstoßend.
Diese Namensgebung ist durch folgende Beobachtung motiviert: Für den Fall {\displaystyle |\lambda |\neq 0,1} verhält sich {\displaystyle f^{n}} in einer Umgebung des Fixpunktes {\displaystyle z_{0}} genauso wie {\displaystyle g(z)=\lambda z} in einer Umgebung von Null. Unter Iteration wandern daher Werte immer näher an den Fixpunkt heran, wenn {\displaystyle |\lambda |<1} gilt, und für {\displaystyle |\lambda |>1} entfernen sich die Werte immer weiter vom Fixpunkt. Unter der Iteration zieht der Fixpunkt also Werte in seiner Umgebung an oder er stößt sie ab. Für {\displaystyle |\lambda |=1} ist der Fall komplizierter, und für {\displaystyle \lambda =0} werden die Werte mindestens so stark angezogen wie von {\displaystyle g(z)=a\cdot z^{2}} in einer Umgebung von {\displaystyle 0.}
Ist {\displaystyle z_{0}} ein anziehender Fixpunkt von {\displaystyle f,} dann heißt die Menge
{\displaystyle A(z_{0})=\left\{z\in {\overline {\mathbb {C} }}:\lim _{k\to \infty }f^{k}(z)=z_{0}\right\}}
das Einzugsgebiet des Fixpunktes. Die Menge {\displaystyle A(z_{0})} besteht also aus allen Punkten, deren Orbit gegen {\displaystyle z_{0}} konvergiert. Offenbar enthält diese Menge den inversen Orbit von {\displaystyle z_{0}.} Das {\displaystyle A} kommt vom englischen basin of attraction (Einzugsgebiet/Sammelbecken des Attraktors, hier also Sammelbecken eines anziehenden Fixpunktes oder Zyklus). Wenn {\displaystyle \gamma } ein anziehender periodischer Zyklus der Periode {\displaystyle n} ist, dann hat jeder der Fixpunkte {\displaystyle f^{k}(z_{0}),\ k=0,\dotsc ,n-1} sein Einzugsgebiet, und {\displaystyle A(\gamma )} bezeichnet die Vereinigung dieser Einzugsgebiete.

### Definition
Eine mögliche Definition der Julia-Menge geschieht über die Menge ihrer abstoßenden periodischen Punkte:
{\displaystyle J_{f}\;{\overset {\mathrm {def} }{=}}\;\operatorname {Abschluss} \left\{z\in {\overline {\mathbb {C} }}:z{\text{ ist abstoßender periodischer Punkt von }}f\right\},}
wobei „Abschluss“ den topologischen Abschluss meint. Dies ist die Definition, auf der Julia seine Theorie aufbaute. Ausgangspunkt der Fatouschen Arbeit war eine andere, weiter unten angegebene Definition.
Jedes Element der Julia-Menge lässt sich also als Grenzwert einer konvergenten Folge darstellen, die nur aus abstoßenden periodischen Punkten von {\displaystyle f} besteht.

### Grundlegende Eigenschaften
Einige Eigenschaften der Julia-Menge sind:
1. Die Menge der abstoßenden periodischen Punkte ist dicht in {\displaystyle J_{f}.}
2. {\displaystyle J_{f}\neq \emptyset } und enthält überabzählbar viele Punkte.
3. {\displaystyle f(J_{f})\,\!=J_{f}=f^{-1}(J_{f})}
4. Die Julia-Mengen von {\displaystyle f} und {\displaystyle f^{k},\ k=1,2,\ldots } sind identisch.
5. Für jedes {\displaystyle z} aus {\displaystyle J_{f}} ist der inverse Orbit {\displaystyle \operatorname {Or} ^{-}(z)} dicht in {\displaystyle J_{f}.}
6. Ist {\displaystyle \gamma } ein anziehender Zyklus von {\displaystyle f,} dann gilt für das Einzugsgebiet des Zyklus und dessen Rand: {\displaystyle A(\gamma )\subset F_{f}={\overline {\mathbb {C} }}\setminus J_{f}} und {\displaystyle \partial A(\gamma )=J_{f}.}
7. Sei {\displaystyle z} ein Element der Julia-Menge und {\displaystyle U} eine Umgebung von {\displaystyle z.} Dann gibt es eine natürliche Zahl {\displaystyle n=n(U)} mit {\displaystyle f^{n}(J_{f}\cap U)=J_{f}.}
8. Falls die Julia-Menge innere Punkte hat, dann gilt {\displaystyle J_{f}={\overline {\mathbb {C} }}.}

#### Erläuterungen
1. Dies folgt direkt aus der gegebenen Definition.
2. Jede rationale Funktion hat einen beachtlichen Vorrat an abstoßenden periodischen Punkten.
3. Die Julia-Menge ist invariant unter {\displaystyle f:} Wendet man {\displaystyle f} punktweise auf die Julia-Menge an, ist das Ergebnis wieder die Julia-Menge. Gleiches gilt für die Menge der Urbilder.
4. Folgt durch Induktion aus dem vorherigen Punkt.
5. Dieser Punkt inspiriert zu einem Verfahren zur Visualisierung der Julia-Menge durch Rückwärts-Iteration. Allerdings sind die Urbilder nicht gleichverteilt in {\displaystyle J_{f},} und die Urbilder sind im Allgemeinen nicht einfach zu bestimmen.
6. Diese Eigenschaft ist für ein bildgebendes Verfahren einsetzbar, wenn man einen anziehenden Zyklus kennt. Liegt ein Punkt im Einzugsgebiet dieses Zyklus, färbt man ihn zum Beispiel weiß, ansonsten schwarz. Die Julia-Menge ist dann die Grenze zwischen den beiden Gebieten. Außerdem sagt diese Eigenschaft, dass die Julia-Menge in vielen Fällen fraktale Eigenschaften haben muss. Hat die Funktion {\displaystyle f} z. B. mehr als zwei anziehende Fixpunkte {\displaystyle a,b,c,\dotsc ,} dann gilt
   {\displaystyle \partial A(a)=J_{f}=\partial A(b)=J_{f}=\partial A(c)=\cdots ,}
das heißt, jeder Punkt der Julia-Menge liegt auf dem Rand jedes Einzugsgebietes; und alle Einzugsgebiete haben denselben Rand.
7. Aus einem beliebig kleinen Stück lässt sich die Julia-Menge rekonstruieren, indem man die Funktion {\displaystyle f} endlich oft (punktweise) darauf anwendet. Zudem besitzt die Julia-Menge keine isolierten Punkte.

### Kritische Punkte
Ein Punkt {\displaystyle z} heißt kritischer Punkt von {\displaystyle f}, wenn {\displaystyle f} in keiner Umgebung von {\displaystyle z} umkehrbar ist. Ist {\displaystyle f} differenzierbar, dann ist ein kritischer Punkt durch
{\displaystyle f'\!\,(z)=0}
charakterisiert. In jedem Einzugsgebiet, das zu einem (stark) anziehenden Attraktor gehört, liegt mindestens ein kritischer Punkt. Indem man die kritischen Punkte einer Funktion betrachtet, können daher Aussagen über die Dynamik dieser Funktion getroffen werden.
Ein bekanntes Beispiel dafür ist die Mandelbrot-Menge, deren Bezug zu bestimmten Julia-Mengen weiter unten erläutert wird. Die Mandelbrot-Menge kartographiert das unterschiedliche Verhalten des kritischen Punktes {\displaystyle 0} der Abbildung {\displaystyle z\mapsto z^{2}+c} für verschiedene Werte von {\displaystyle c.}

## Julia-Mengen von Polynomen

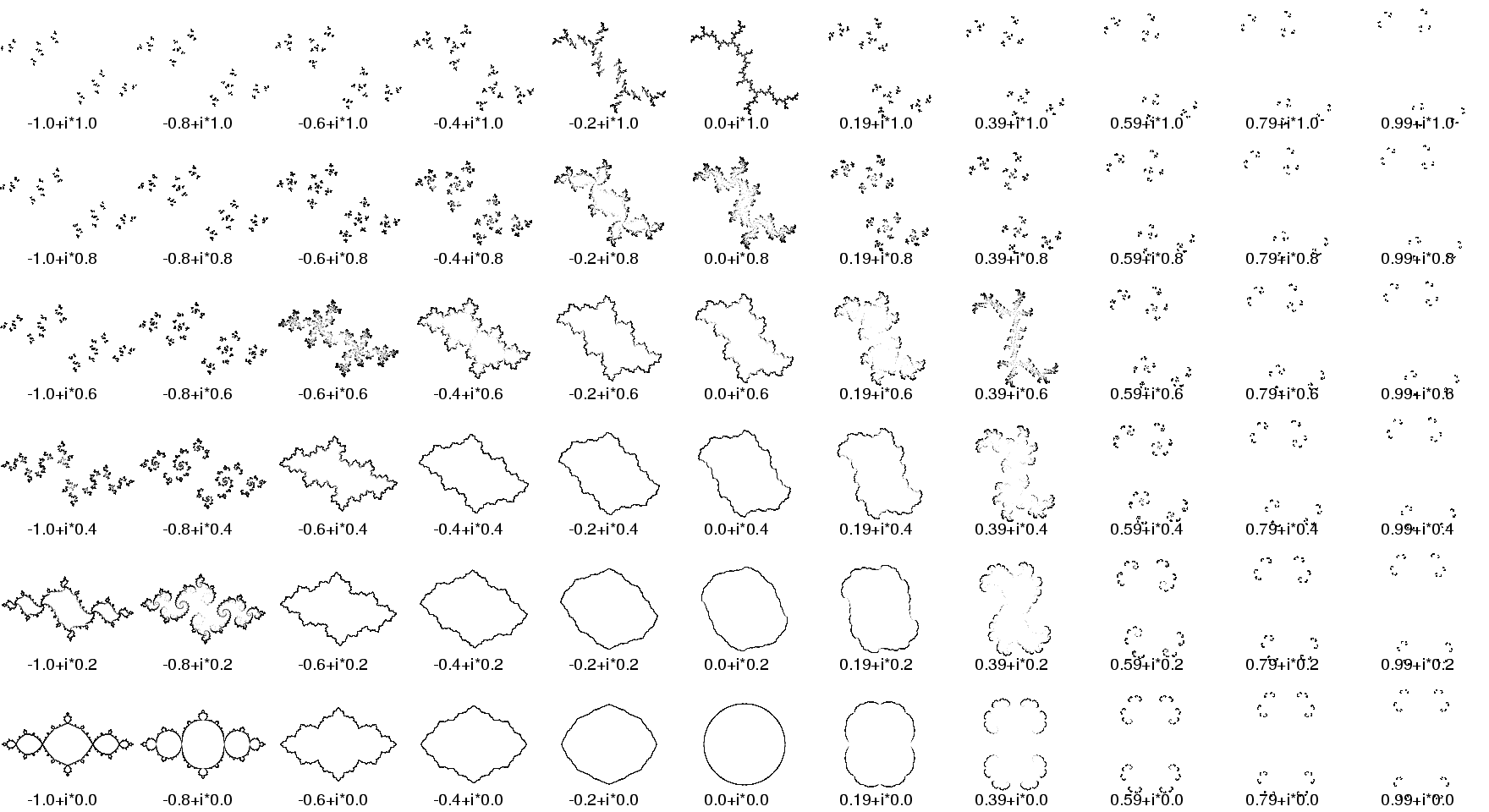
Julia-Mengen der Funktion für unterschiedliche Parameter.
Dieser steht jeweils unter jeder Grafik.

Eine einfache Art, die Julia-Menge eines Polynoms {\displaystyle p} zu definieren, ist mittels der Rekursion
{\displaystyle z_{n+1}=p(z_{n})}
mit einem Startwert {\displaystyle z_{0}.}
Die Menge {\displaystyle K_{p}} definiert man als die Menge aller komplexen Zahlen {\displaystyle z_{0},} deren Betrag nach beliebig vielen Iterationsschritten beschränkt bleibt. Die Julia-Menge {\displaystyle J_{p}} ist dann der Rand dieser Menge. {\displaystyle K_{p}} wird als ausgefüllte Julia-Menge oder gelegentlich auch unpräzise als Julia-Menge selbst bezeichnet. Man kann nachweisen, dass {\displaystyle K_{p}} beschränkt ist.
Diese Definition ist die direkte Umsetzung der Eigenschaft 6: Für ein Polynom ist {\displaystyle \infty } ein anziehender Fixpunkt. Die Julia-Menge ergibt sich also als Rand des Einzugsgebietes dieses Fixpunkts. Falls ein Punkt darin liegt, dann konvergiert er schließlich gegen {\displaystyle \infty } oder – bei Verwendung der Standardmetrik – sein Betrag wächst über alle Grenzen. Bleibt sein Betrag beschränkt, dann gehört er zum Einzugsgebiet eines anderen Attraktors oder zur Julia-Menge selbst.
Diese Definition wird in der Regel zur Erzeugung von Grafiken verwendet, da sie leicht in ein Computerprogramm übersetzt werden kann.
Für meromorphe Funktionen, deren Zählergrad um mindestens {\displaystyle 2} größer ist als ihr Nennergrad, kann man die gleiche Definition verwenden, da auch für solche Funktionen {\displaystyle \infty } ein anziehender Fixpunkt ist.

### Dynamik am Beispielf(z) = z²

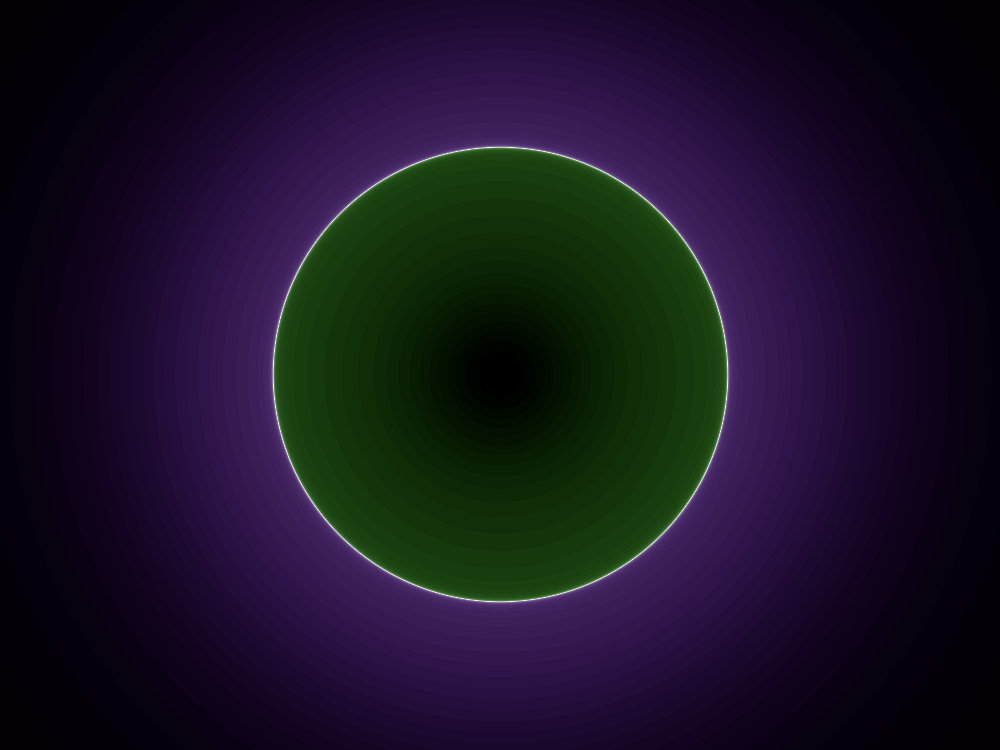
Die Julia-Menge für ist der Rand des Einheitskreises.

An diesem einfachen Beispiel lassen sich schon viele Eigenschaften der Julia-Menge nachweisen.
Die Funktion {\displaystyle f(z)=z^{2}} hat drei Fixpunkte: {\displaystyle 0,1,\infty .} Für diese Punkte gilt {\displaystyle f(z)=z.} Da die Ableitung in {\displaystyle 0} und in {\displaystyle \infty } verschwindet, sind diese beiden Fixpunkte anziehende Fixpunkte, während {\displaystyle 1} abstoßend ist. Alle Startwerte, deren Betrag kleiner als {\displaystyle 1} ist, konvergieren gegen {\displaystyle 0} und alle Startwerte, deren Betrag größer als {\displaystyle 1} ist, konvergieren gegen {\displaystyle \infty :}
{\displaystyle A(\infty )=\{z\in {\overline {\mathbb {C} }}:|z|>1\}}
{\displaystyle A(0)\,\,\,=\{z\in {\overline {\mathbb {C} }}:|z|<1\}}
Im verbleibenden Fall {\displaystyle |z|=1} liegt {\displaystyle z} auf dem Einheitskreis, hat die Darstellung {\displaystyle z=\mathrm {e} ^{2\pi i\cdot x}} und es gilt {\displaystyle f(z)=z^{2}=\mathrm {e} ^{2\pi i\cdot 2x}.} Anwendung von {\displaystyle f} verdoppelt also lediglich den (reellen) Exponenten in der Polarkoordinatendarstellung, der Betrag der Zahl bleibt immer gleich {\displaystyle 1}. Der Exponent {\displaystyle x} kann immer so gewählt werden, dass er im halboffenen Intervall {\displaystyle [0,1)} liegt. Betrachtet man nur die Wirkung von {\displaystyle f} auf die Variable {\displaystyle x} im Exponenten, dann entspricht {\displaystyle f} der Abbildung
{\displaystyle g\colon x\mapsto 2x\mod 1}
auf dem reellen Intervall {\displaystyle [0,1),} das heißt einer Multiplikation mit {\displaystyle 2}, wobei nur die Nachkommastellen relevant sind. Der Fixpunkt {\displaystyle 1} von {\displaystyle f} wird zum Fixpunkt {\displaystyle 0} von {\displaystyle g}. Iteriert man den Wert {\displaystyle 1/3} mit {\displaystyle g}, dann ergibt sich die Folge
{\displaystyle {\tfrac {1}{3}}\mapsto {\tfrac {2}{3}}\mapsto {\tfrac {4}{3}}\equiv {\tfrac {1}{3}}\mapsto {\tfrac {2}{3}}\mapsto \cdots }
Also ist {\displaystyle 1/3} ein periodischer Punkt, ebenso {\displaystyle 2/3.} In der Darstellung einer Zahl als Dualbruch werden durch die Multiplikation mit {\displaystyle 2} nur die Ziffern um eine Stelle nach links geschoben, und die Vorkommastelle wird durch das „mod“ immer auf {\displaystyle 0} gesetzt, wie am Beispiel {\displaystyle 3/8} zu sehen ist:
{\displaystyle {\tfrac {3}{8}}=0.011_{2}\mapsto 0.11_{2}\mapsto 0.1_{2}\mapsto 0\mapsto 0\mapsto \cdots }
Betrachtet man die Mengen
{\displaystyle P\,=\{x\in [0,1):x\equiv {\tfrac {a}{u}}{\text{ mit }}u\in \mathbb {N} {\text{ ungerade und }}a\in \mathbb {N} _{0}{\text{ teilerfremd zu }}u\}}
{\displaystyle W=\{x\in [0,1):x\equiv {\tfrac {a}{2^{n}}}{\text{ mit }}a,n\in \mathbb {N} _{0}\}},
dann sieht man direkt, dass {\displaystyle P} die Menge der periodischen Punkte von {\displaystyle g} ist, weil die Nachkommastellen der Elemente von {\displaystyle P} periodisch sind. Die Menge der periodischen Punkte – das sind die rationalen Zahlen mit ungeradem Nenner – liegen dicht im Intervall {\displaystyle [0,1).} Mit der obigen Definition entspricht das Intervall der Julia-Menge von {\displaystyle f.} Die Julia-Menge von {\displaystyle f} ist also der Rand des Einheitskreises {\displaystyle S_{1}:}
{\displaystyle J_{f}=S_{1}=\{z\in {\overline {\mathbb {C} }}:|z|=1\}}
Alle Elemente von {\displaystyle W} werden schließlich auf Null abgebildet, denn die Elemente von {\displaystyle W} haben eine abbrechende Dualentwicklung. {\displaystyle W} ist also der inverse Orbit von {\displaystyle 0} unter {\displaystyle g}. Gemäß Eigenschaft 5 ist diese Menge dicht in der Julia-Menge: Die Zahlen mit abbrechender Dualentwicklung sind dicht im Intervall {\displaystyle [0,1).} Die Julia-Menge ist sowohl der Rand des Einzugsgebietes von {\displaystyle \infty } als auch der Rand des Einzugsgebietes von {\displaystyle 0} (Eigenschaft 6).
Eigenschaft 7 lässt sich auch direkt nachweisen: Sei {\displaystyle U} eine Umgebung eines Punktes von {\displaystyle J_{f},} das heißt ein Teilstück des Einheitskreises der Länge {\displaystyle \ell .} Ist die Länge kleiner als der Halbkreis, dann verdoppelt sich die Länge des Teilstücks mit jeder Anwendung von {\displaystyle f.} Man wähle {\displaystyle n} daher so, dass {\displaystyle \ell \cdot 2^{n}\geqslant 2\pi } gilt und hat die komplette Julia-Menge überdeckt.
Alle rationalen Zahlen führen zu Folgen, die schließlich periodisch werden. Grund dafür ist, dass rationale Zahlen eine periodische Dualentwicklung haben. Entsprechend führen irrationale Zahlen zu Folgen, die nicht periodisch werden.

### Dynamik quadratischer Polynome

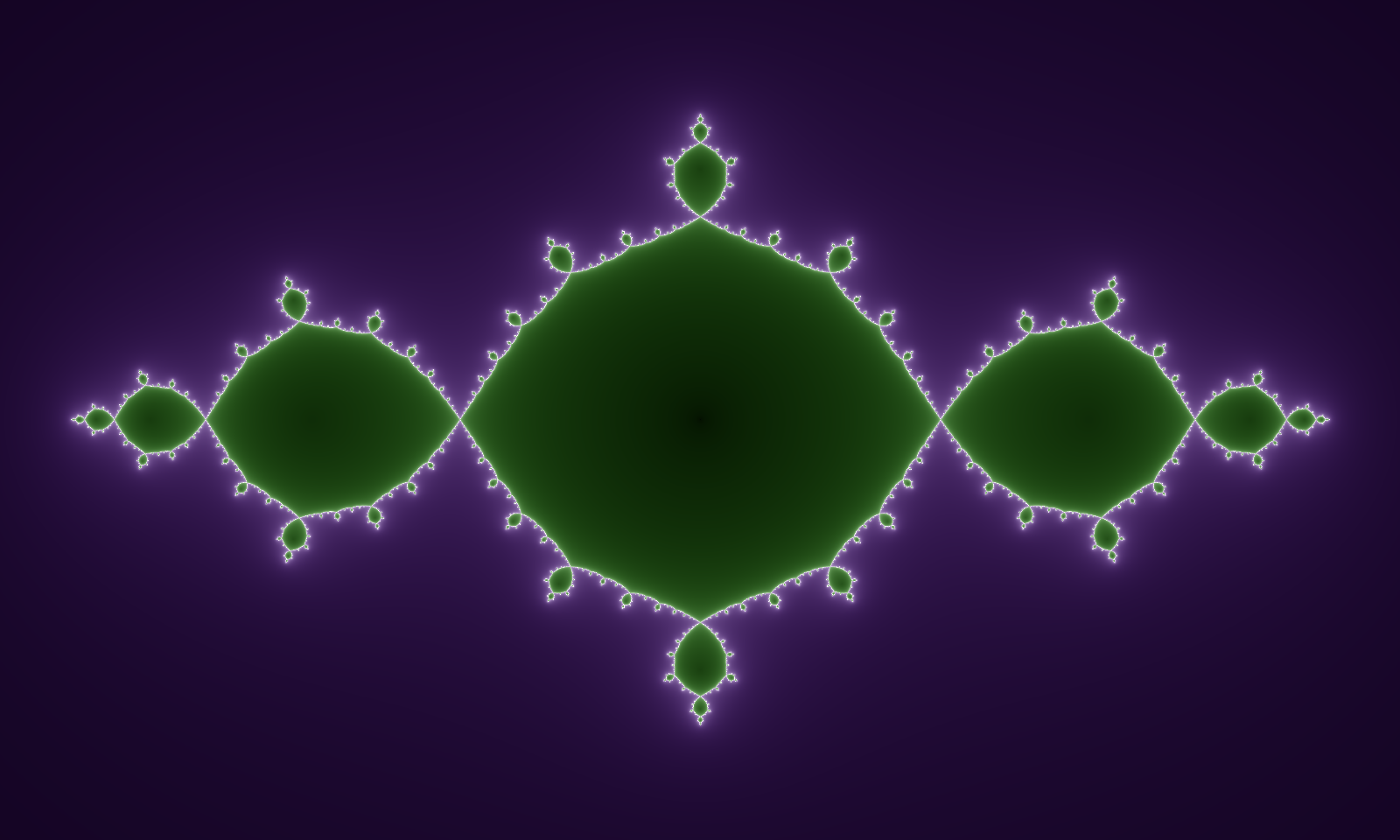
Die Julia-Menge für Die Transformation kann auf den ganzen violettfarbenen Teil der Fatou-Menge ausgedehnt werden.

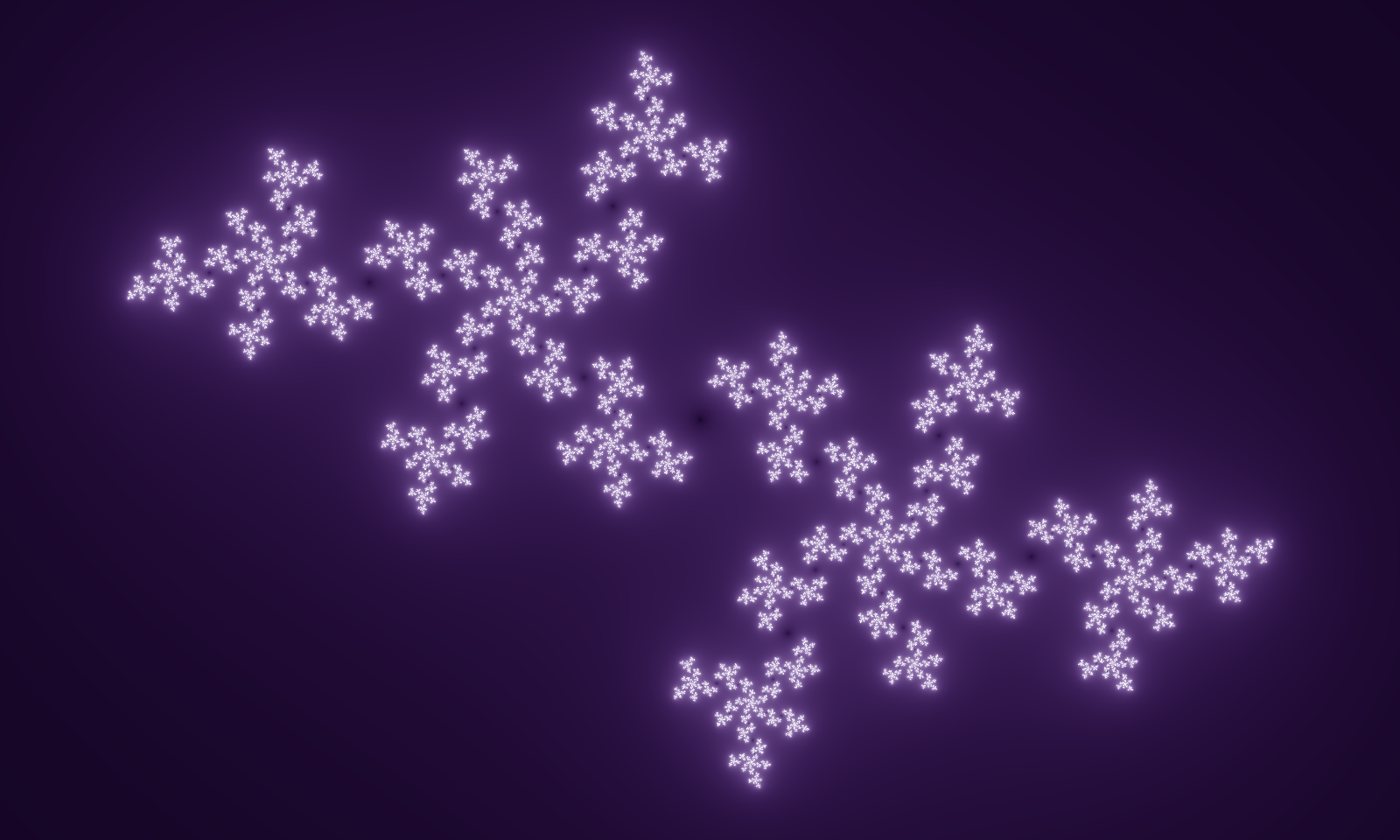
Die Julia-Menge für besteht aus Cantor-Staub. kann nicht auf den ganzen violetten Bereich ausgedehnt werden.

Im allgemeinen Fall quadratischer Polynome genügt es, Polynome der Gestalt
{\displaystyle f_{c}\colon z\mapsto z^{2}+c}
zu betrachten, denn alle anderen quadratischen Polynome lassen sich durch eine lineare Koordinatentransformation in diese Darstellung bringen.
Ebenso wie bei der Normalparabel ist {\displaystyle \infty } ein anziehender Fixpunkt der Abbildung, und in einer Umgebung von {\displaystyle \infty } gibt es eine Transformation {\displaystyle \varphi _{c},} die {\displaystyle f_{c}} in eine Normalparabel überführt:
{\displaystyle \varphi _{c}^{-1}\circ f_{c}\circ \varphi _{c}=z^{2}}
Liegt ein Punkt {\displaystyle z_{n}} in dieser Umgebung und ist {\displaystyle f_{c}} dort umkehrbar, dann lässt sich zu dem Punkt mittels der Iterationsvorschrift das Urbild {\displaystyle z_{n-1}} finden:
{\displaystyle z_{n-1}:={\sqrt {z_{n}-c}}}
Das Urbild wird so ausgewählt, dass die Transformation {\displaystyle \varphi _{c}} stetig auf den neuen, größeren Bereich fortgesetzt werden kann. Durch dieses Verfahren kann die Umgebung, in der {\displaystyle f_{c}} die gleiche Dynamik hat wie {\displaystyle z^{2},} sukzessive vergrößert werden – zumindest so lange, wie die Funktion umkehrbar ist, solange man also durch Rückwärtsiteration nicht zu einem kritischen Punkt der Funktion gelangt. Entscheidend für die Dynamik ist daher das Verhalten des kritischen Punktes {\displaystyle 0.} Dies ist der einzige kritische Punkt außer {\displaystyle \infty .}
Liegt {\displaystyle 0} im Einzugsbereich von {\displaystyle \infty ,} dann kann die Transformation irgendwann nicht mehr weitergeführt werden, weil die Rückwärtsiteration zu diesem Punkt der Nicht-Umkehrbarkeit von {\displaystyle f_{c}} gelangt. Falls der Punkt {\displaystyle 0} nicht gegen {\displaystyle \infty } strebt, dann kann der Homöomorphismus {\displaystyle \varphi _{c}} auf alle Punkte außerhalb der Kreisscheibe ausgedehnt werden. In diesem Fall ist die Julia-Menge von {\displaystyle f_{c}} zusammenhängend.
Liegt {\displaystyle 0} hingegen im Einzugsgebiet von {\displaystyle \infty ,} dann kann die Transformation nicht bis zur Kreisscheibe ausgedehnt werden, weil man zu einem Verzweigungspunkt, nämlich dem kritischen Punkt, gelangt. In diesem Fall kann es neben dem Attraktor {\displaystyle \infty } keinen anderen anziehenden Attraktor geben, denn jeder anziehende Attraktor enthält mindestens einen kritischen Punkt. In diesem Fall besteht die Julia-Menge aus Cantor-Staub und die Fatou-Menge hat nur eine einzige Zusammenhangskomponente.
Für das Lebesgue-Maß der Julia-Menge rationaler Abbildungen wurde lange entsprechend den Beispielen, in denen man es berechnen konnte, angenommen, dass es entweder {\displaystyle 0} ist (Cantor-Staub) oder die ganze Riemann-Sphäre umfasst. Die Existenz von Julia-Mengen positiven Lebesgue-Maßes bei Iteration quadratischer Polynome wurde von Adrien Douady vermutet und 2005 von Xavier Buff und Arnaud Chéritat bewiesen.

### Beziehung zur Mandelbrot-Menge

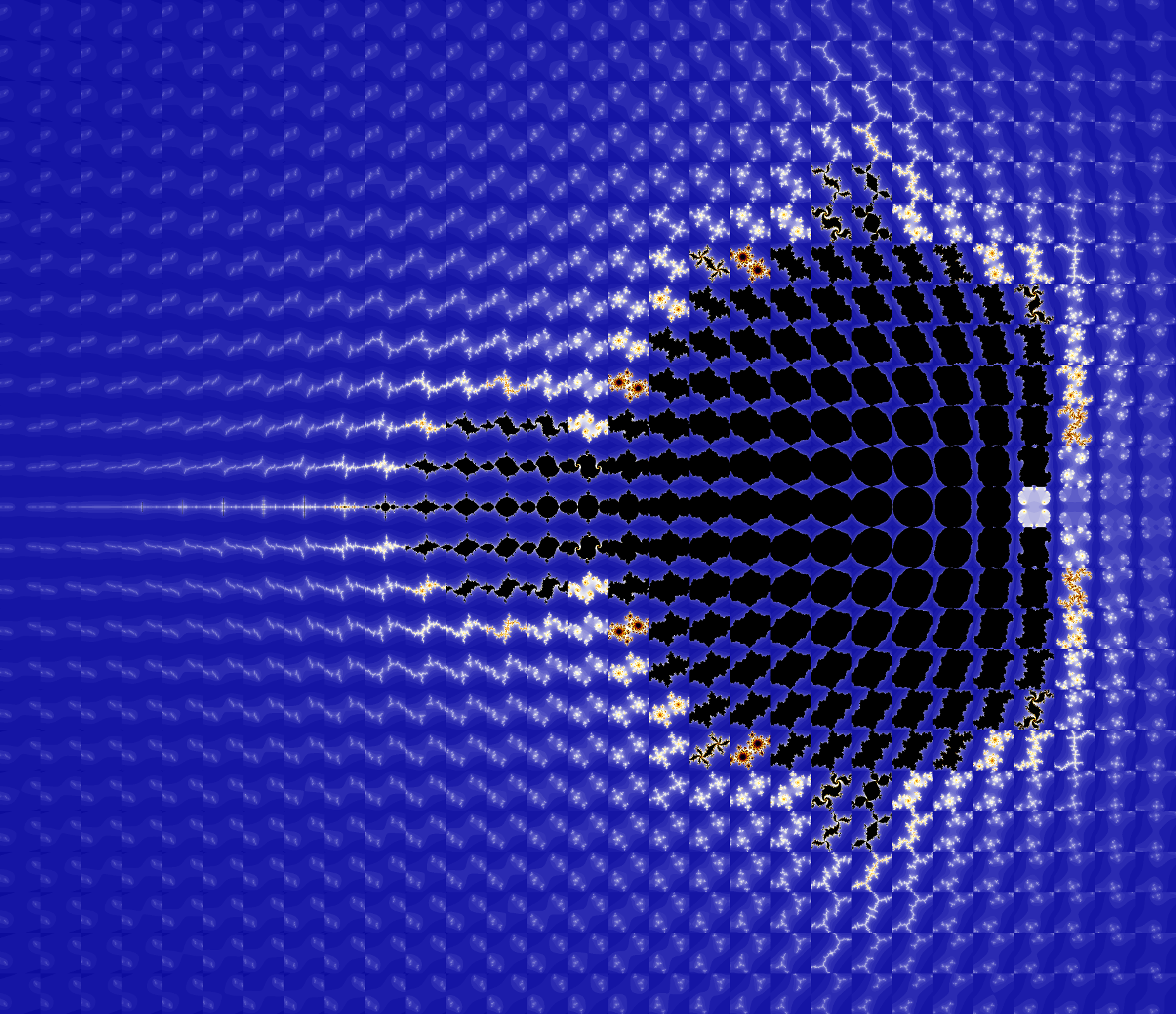
Julia-Mengen zu verschiedenen Parametern lassen die Mandelbrot-Menge erkennen.

Diese beiden grundlegend verschiedenen Eigenschaften geben Anlass zur Definition einer Parametermenge, die alle komplexen Zahlen beinhaltet, für die der kritische Punkt {\displaystyle 0} von {\displaystyle f_{c}} nicht nach {\displaystyle \infty } entweicht: die Mandelbrot-Menge
{\displaystyle M:=\left\{c\in {\overline {\mathbb {C} }}:f_{c}^{n}(0)\not \to \infty {\text{, wenn }}n\to \infty \right\}}
Das heißt, die Mandelbrot-Menge ist die Menge der Parameter {\displaystyle c,} für welche die Rekursion {\displaystyle z_{n+1}=z_{n}^{2}+c} beschränkt bleibt, wenn man {\displaystyle z_{0}=0} wählt.
Die Mandelbrot-Menge ist also eine Beschreibungsmenge der Julia-Mengen quadratischer Polynome. Jedem Punkt {\displaystyle c} der komplexen Zahlenebene entspricht eine Julia-Menge. Eigenschaften der Julia-Menge lassen sich an der Lage von {\displaystyle c} relativ zur Mandelbrot-Menge beurteilen: Wenn der Punkt {\displaystyle c} Element der Mandelbrot-Menge ist, dann sind sowohl die Julia-Menge {\displaystyle J_{c}} als auch {\displaystyle K_{c}} zusammenhängend. Andernfalls sind beide Cantormengen unzusammenhängender Punkte. Liegt der Punkt in {\displaystyle M,} dann besteht die Fatou-Menge aus zwei Zusammenhangskomponenten, nämlich aus dem von der Julia-Menge umgrenzten Gebiet sowie dem Einzugsgebiet von {\displaystyle \infty .} Liegt {\displaystyle c} nicht in der Mandelbrot-Menge, dann besteht die Fatou-Menge nur aus dem Einzugsgebiet von {\displaystyle \infty .}
Falls {\displaystyle c} in der Nähe des Randes der Mandelbrot-Menge liegt, dann ähnelt die entsprechende Julia-Menge den Strukturen der Mandelbrot-Menge in der näheren Umgebung von {\displaystyle c.}

### Graphische Darstellung der Julia-Mengen
Zur graphischen Darstellung der ausgefüllten Julia-Mengen {\displaystyle K_{c}} in der zweidimensionalen komplexen Zahlenebene wird die Farbe eines Punktes danach gewählt, wie viele Iterationen notwendig waren, bis {\displaystyle |z_{n}|\geq K\geq 2,} da die Iteration für alle {\displaystyle z} mit {\displaystyle |z|\geq 2} divergiert. Punkte, die nach einer vorgegebenen Maximalzahl von Iterationsschritten betragsmäßig kleiner als {\displaystyle K} sind, werden als konvergierend angenommen und in der Regel schwarz dargestellt. Die Wahl von {\displaystyle K=2} ist zwar möglich, allerdings ergeben sich für größere Werte wie {\displaystyle K=1000} harmonischere Färbungen, die zudem gut den Äquipotentiallinien einer elektrisch aufgeladenen Julia-Menge entsprechen.

## Die allgemeine Definition
Für holomorphe oder meromorphe Funktionen {\displaystyle f,} die keine Polynome sind, kann obiges Verfahren nicht angewendet werden, da die iterierten Funktionswerte im Allgemeinen für keinen einzigen Anfangswert gegen Unendlich laufen. Es gibt mehrere Möglichkeiten, die Julia-Menge {\displaystyle J(f)} für solche allgemeinen Funktionen zu definieren:
- {\displaystyle J(f)} ist dann die kleinste unendliche und abgeschlossene Teilmenge der komplexen Ebene, die invariant unter {\displaystyle f} ist, d. h., deren Bild und Urbild wieder ganz in der Menge enthalten ist. Beispielsweise ist für jedes Polynom {\displaystyle P(z)} vom Grad {\displaystyle \geqslant 2} über den komplexen Zahlen der Rand der Menge {\displaystyle \{z\mid {\text{Die Folge }}(p^{n}(z))_{\in \mathbb {N} }{\text{ ist beschränkt.}}\}} abgeschlossen, unendlich groß und invariant unter {\displaystyle p(z).} Deswegen muss er die Julia-Menge von {\displaystyle p(z)} enthalten. Dass der Rand in der Tat gleich der Julia-Menge ist, verlangt allerdings noch einige Arbeit.
- {\displaystyle J(f)} ist die Menge der Punkte, bei denen die Familie der iterierten Funktionen {\displaystyle f^{n}} nicht gleichgradig stetig auf jeder kompakten Teilmenge von {\displaystyle J(f)} ist. Konkret: Gibt es zu gegebenem {\displaystyle x_{0}\in \mathbb {C} } ein {\displaystyle \epsilon >0,} sodass in jeder noch so kleinen Umgebung um {\displaystyle x_{0}} ein Punkt {\displaystyle z} liegt, für den die iterierten Werte {\displaystyle f^{n}(z_{0})} und {\displaystyle f^{n}(z)} irgendwann einen Abstand größer als {\displaystyle \epsilon } haben, so gehört {\displaystyle z_{0}} zur Julia-Menge von {\displaystyle f.} Hierbei darf man allerdings die komplexe Zahlenebene nicht mit der euklidischen Metrik versehen, vielmehr muss man die komplexen Zahlen als Riemannsche Zahlenkugel auffassen und mit der entsprechenden sphärischen Metrik versehen. Nach dem Satz von Arzelà-Ascoli ist letztere Definition äquivalent zur Fatouschen Definition der Julia-Menge: Sei {\displaystyle f} eine rationale (oder meromorphe) Funktion auf der Riemannschen Zahlenkugel {\displaystyle \mathbb {C} \cup \{\infty \}.} Dann heißt ein Punkt {\displaystyle z_{0}\in \mathbb {C} \cup \{\infty \}} normaler Punkt von {\displaystyle f,} falls die Familie der Iterierten {\displaystyle \{f^{n}\mid n\in \mathbb {N} \}} in einer offenen Umgebung des Punktes {\displaystyle z_{0}} eine normale Familie (im Sinne von Montel) bildet. Die Menge aller normalen Punkte bezeichnen wir als Fatou-Menge {\displaystyle F(f)} und ihr Komplement {\displaystyle (\mathbb {C} \cup \{\infty \})\setminus F(f)} bezeichnen wir als Julia-Menge {\displaystyle J(f)} von {\displaystyle f.}

## Verallgemeinerung
Man kann auch die ursprüngliche Definition auf die Algebra der Quaternionen ausweiten. Diese ist ein reell vierdimensionaler Raum, weshalb eine vollständige Darstellung einer Julia-Menge darin problematisch ist. Es ist aber möglich, den Schnitt einer solchen Julia-Menge mit einer dreidimensionalen Hyperebene zu visualisieren.

## Beispiel-Bilder

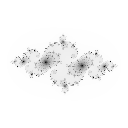
🔎 Animierter Zoom
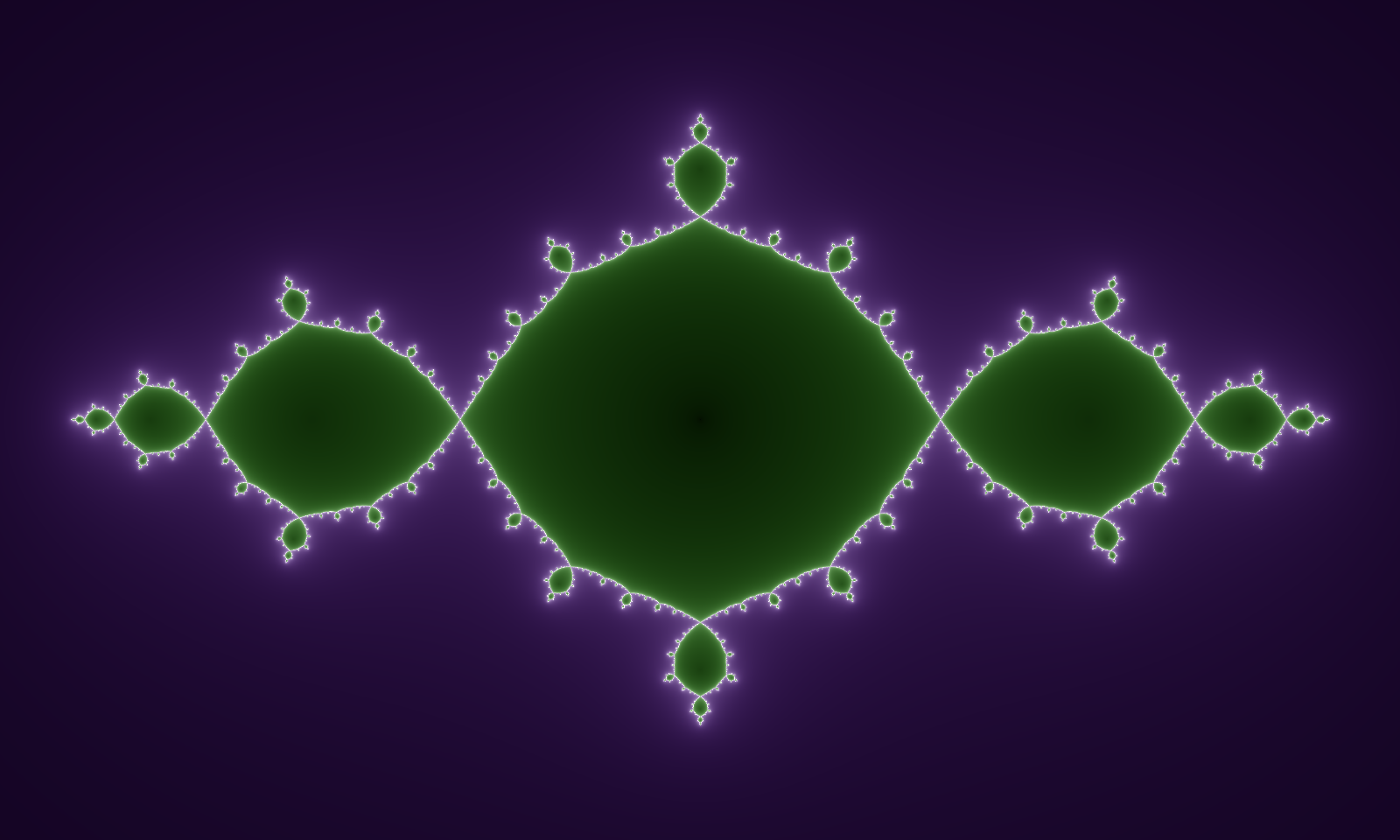
🔎 Animation über den Parameter {\displaystyle c}
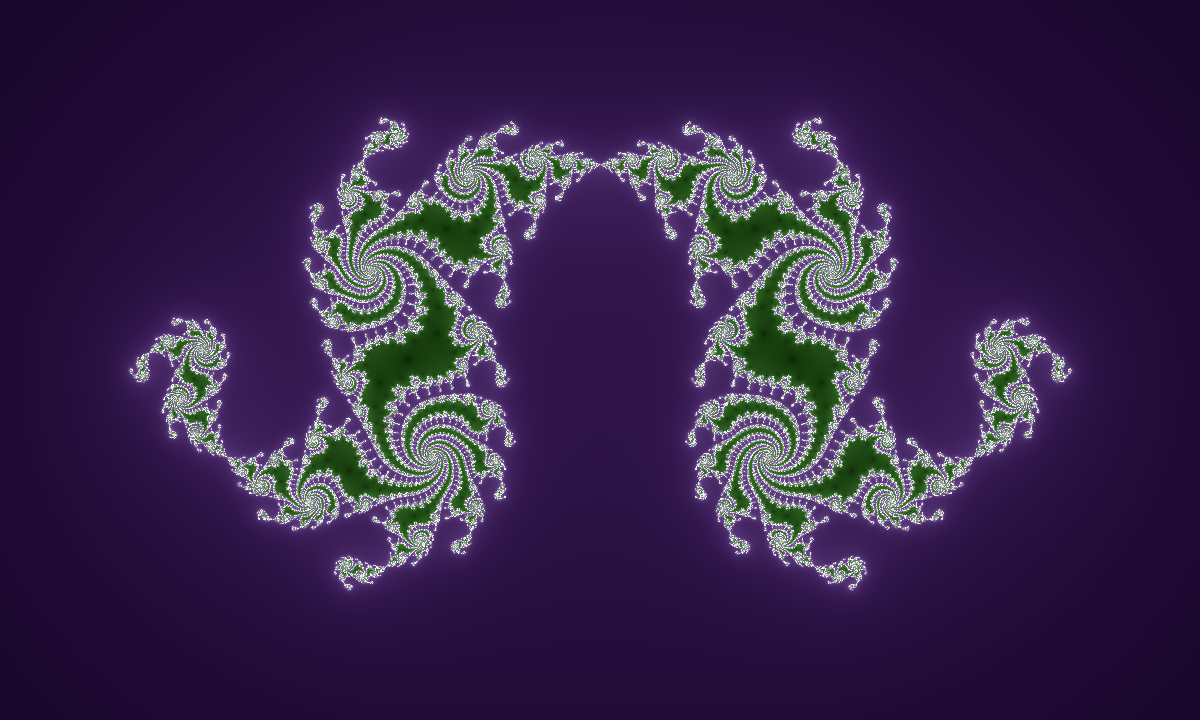
Julia-Menge für ein Polynom dritten Grades
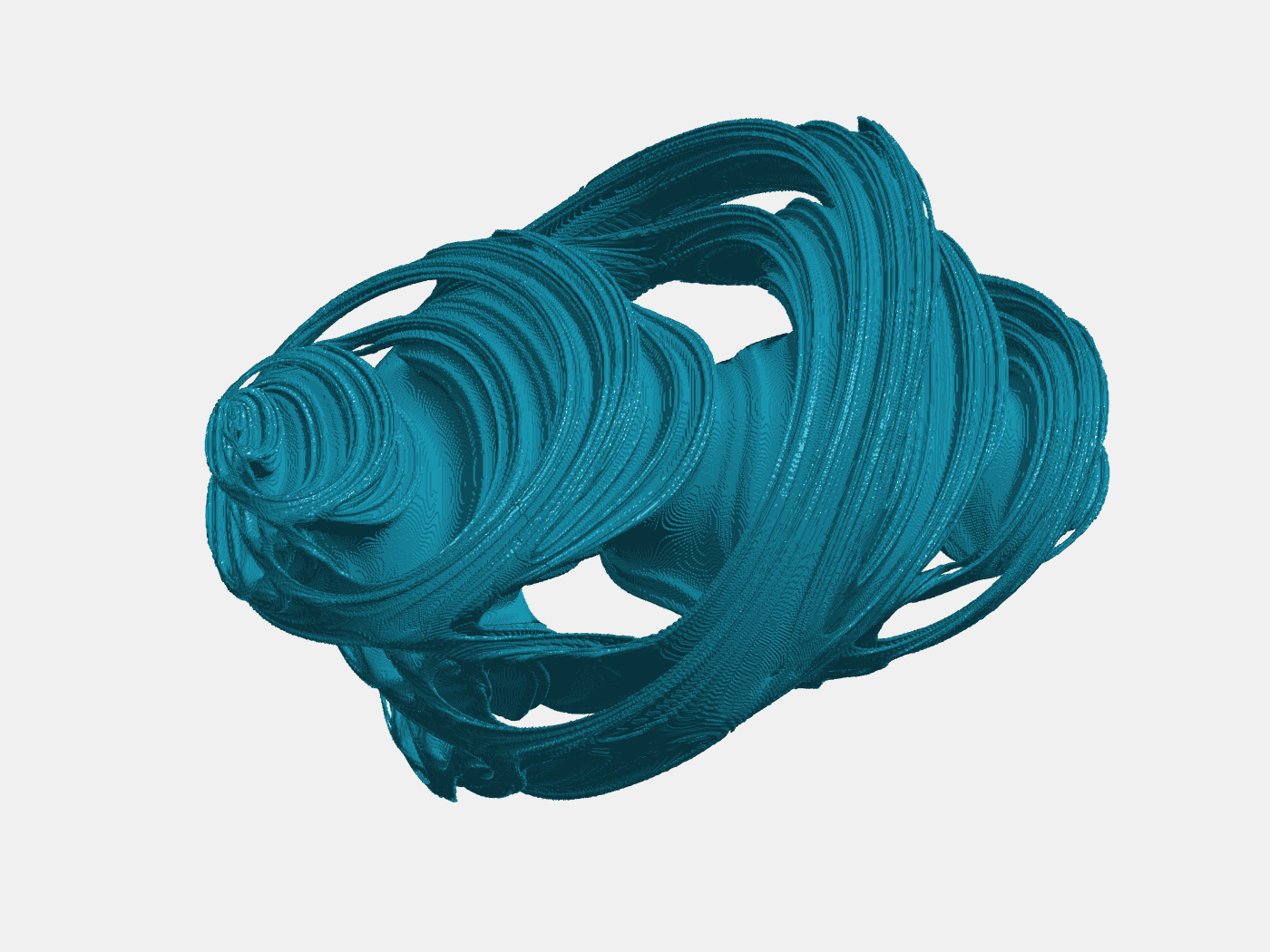
Julia-Menge im Raum der Quaternionen